# Crusader Kings
Crusader Kings es un videojuego de estrategia desarrollado por Paradox Interactive que comprende el período entre 1066 y 1453. Al contrario que otros juegos de Paradox, como Hearts of Iron,  Victoria y Europa Universalis II, en Crusader Kings el jugador toma el control de una dinastía, en vez de un país. Esta característica hace que el juego adquiera similitudes con algunos juegos de rol. 

## Trama
El jugador asume el papel de un representante de una dinastía cristiana que ostente algún título (Conde, Duque o Rey). A la muerte de este personaje, el jugador asumirá el papel de su heredero, hasta que la dinastía se extinga o se alcance la fecha límite de 1453. La interacción con otros reinos, ducados o condados es simple; se basa en guerras, alianzas y pactos de vasallaje. Y el sistema de adquisición de nuevas tecnologías y mejoras emula al de la época original, basándose más en la suerte y la casualidad que en un programa estructurado de investigación.
Se pueden jugar tres escenarios, que representan la situación histórica de Europa en los años 1066, 1187 y 1337, aunque a partir de esa fecha inicial el juego evoluciona casi sin eventos históricos predeterminados (al contrario de lo que ocurre en el resto de juegos de Paradox).
Una de las características del juego es que, una vez alcanzado el final de la partida en 1453, existe la posibilidad de exportar la partida y continuarla en Europa Universalis II, extendiendo el período de juego hasta 1820.

## Expansión
El 31 de julio de 2007 Paradox Interactive anuncia una expansión para el juego llamada Crusader Kings: Deus Vult. El juego fue lanzado el 4 de octubre de 2007 y solo es posible adquirirlo en línea.
La expansión rediseña aspectos básicos del juego, como la eliminación de la trasmisión genética de rasgos, la guerra religiosa, el uso de aliados y enemigos, etc. Además también se añaden nuevos rasgos a los personajes y comandos de programación.

## Secuela
En agosto de 2010 es anunciada la secuela, Crusader Kings II. Entre sus características destaca la introducción de las baronías dentro de los condados para añadir más profundidad al juego, pero sin tener que incurrir demasiado en la microgestión. También mejora las opciones diplomáticas y de intriga.

## Enlaces de Interés
- Sitio web de Paradox Interactive
- Wiki de Crusader Kings
- Foro oficial de Crusader Kings en español

- Datos: Q1070633